# Corematodus
Corematodus (Gr.: „Korema“ = Besen + „odon“ = Zahn) ist eine Gattung aus der Familie der Buntbarsche (Cichlidae), die im östlichen Afrika im Malawisee, im Malombesee und im oberen Shire vorkommt.

## Merkmale
Corematodus-Arten erreichen Längen von 19 bis 27 cm und besitzen einen gestreckten Körper, der dreimal so lang wie hoch ist. Das Kopfprofil ist abgerundet, der Kopf genau so lang wie der Körper hoch ist. Das Maul ist sehr breit. Charakteristisch für die Gattung ist die Bezahnung. Beide Kiefern haben breite Zahnbetten, die aus zahlreichen Reihen sehr kleiner, dicht aneinander stehender Zähne gebildet werden. Dadurch entsteht eine raspelartige Oberfläche mit der die Buntbarsche die Schuppen anderer Fische abnagen. Die einzelnen Zähne sind keulenförmig und haben abgeflachte Spitzen.
Corematodus-Arten sind silbriggrau bis bläulich gefärbt. Ein dunkler Längsstreifen erstreckt sich vom „Nacken“ bis zum oberen Bereich des Schwanzstiels. Wie fast alle Buntbarsche des Malawisee sind die Corematodus-Arten Maulbrüter.

## Arten
- Corematodus shiranus Boulenger, 1897
- Corematodus taeniatus Trewavas, 1935